# 목포중앙고등학교
목포중앙고등학교(木浦中央高等學校)는 대한민국 전라남도 목포시 대양동에 있는 사립 고등학교이다.

## 학교 연혁
- 1983년 4월 22일 : 학교법인 설립인가
- 1985년 3월 1일 : 개교(회림축산고등학교)
- 1988년 11월 4일 : 학교법인 백운학원으로 법인명 변경
- 1989년 3월 1일 : 교명 변경(대양농업고등학교)
- 1994년 3월 1일 : 교명 변경(목포실업고등학교)
- 2003년 9월 26일 : 학칙개정(18학급 인가)
- 2004년 3월 1일 : 교명 변경(목포중앙고등학교)
- 2008년 3월 24일 : 학교법인 근화학원으로 법인명 변경
- 2019년 8월 2일 : 제12대 이애자 이사장 취임
- 2021년 3월 1일 : 제12대 임언택 교장 취임
- 2025년 1월 15일 : 제38회 104명 졸업(총 5,268명)

## 설치 학과
- 스마트설비과
- 스마트경영과
- 방송영상과

## 참고 자료
- 목포중앙고등학교 - 한국교육학술정보원 학교알리미